# André Curbelo
André Jael Curbelo Rodríguez (Hato Rey, 13 ottobre 2001) è un cestista portoricano.

## Biografia
È il figlio dell'ex cestista Joël Curbelo.

## Carriera

### Nazionale
Nel 2019 ha disputato, con la nazionale Under-19 portoricana, i Mondiali di categoria.